# Válečná medaile 1939–1945
Válečná medaile 1939–1945 bylo britské válečné vyznamenání.

## Podmínky udělení
Vyznamenání bylo založeno 16. září 1945. Válečná medaile 1939–1945 se udělovala všem osobám, které sloužily na plný úvazek v ozbrojených silách všech složek nejméně 28 dní v rozmezí mezi 3. zářím 1939 a 2. zářím 1945.

## Podoba vyznamenání
Medaile je vyhotovena z bílého kovu (ze stříbra nebo niklo-měděné slitiny) o průměru 36 mm. Stuha vyznamenání je široká 32 milimetrů, s červeným pruhem širokým 6,5 milimetrů, modrým pruhem širokým 6,5 milimetrů a bílým pruhem širokým 2 milimetry, opakovaným v obráceném pořadí a odděleným červeným pruhem o šířce 2 milimetrů. Jedná se o barvy vlajky Spojeného království.

### Avers
Lícní strana ukazuje korunovanou podobiznu krále Jiřího VI., obrácenou doleva a podepsanou „PM“, iniciály návrháře Percyho Metcalfeho pod zkráceným krkem podobizny. Kolem obvodu je legenda „GEORGIVY VI D: G: BR: OMN: REX ET INDIAE IMP:“.

### Revers
Zadní strana ukazuje lví postavu lva na těle dvouhlavého draka, s jednou hlavou orlí a druhou dračí. Hlavy symbolizují nepřátele během druhé světové války. Nahoře vpravo od středu jsou roky „1939“ a „1945“ ve dvou řádcích. Iniciály „ECRP“ designéra Edwarda Cartera Prestona jsou blízko okraje v pozici devět hodin.